# Adoración de los Magos (El Greco, 1568)
Adoración de los Magos o Adoración de los Reyes Magos es el tema de dos obras atribuidas a El Greco, pintadas probablemente en 1568 o 1569, que se conservan, una en el Museo Soumaya de la Ciudad de México, y otra en el Museo Lázaro Galdiano, de Madrid. Estas dos obras componen, respectivamente, las referencias X-2 y X-3 en el catálogo razonado realizado por el historiador del arte Harold Wethey, especializado en el Greco.

## Contexto
Las dos obras fueron realizadas circa 1568, en la Venecia reordenada por Jacopo Sansovino, donde pudo tener contacto con Andrea Palladio, a quien el pintor consideraba como el arquitecto del siglo. La obra arquitectónica de Palladio influyó en sus paisajes de este periodo, mientras que la obra pictórica de Paolo Veronese influyó en sus escenografías. Otra gran influencia fue la de Tiziano, que en aquellas fechas está trabajando en un encargo de Felipe II: el Martirio de San Lorenzo. Posteriormente, el Greco le retrató en La expulsión de los mercaderes (Minneapolis), aprendiendo de él una pincelada más disuelta, la iconografía de sus obras y cómo articularlos en la narración pictórica. Otra influencia en esta etapa será la de Tintoretto, de la que el Greco aprendió el uso del color y sus posibilidades en el dramatismo de las obras, la luz, el espacio y la anatomía, aunque no se tiene constancia de un aprendizaje en taller o alguna relación personal. De hecho, todavía en el siglo XIX, algunas obras eran atribuidas a Tintoretto siendo del Greco y viceversa. Otra influencia de esta etapa es la de Jacopo Bassano, que el cretense conservó en el resto de su obra, manifestándose en muchas escenas crepusculares y nocturnas. De hecho, el Greco visitó y conoció el taller de Bassano. Una de las técnicas aprendidas por el Greco en estos años será el de la pintura sin dibujo previo.
Probablemente en esta etapa, la formación del pintor no se limitaría a su inmersión en el ambiente pictórico veneciano, sino también a una formación humanística que integraría el aprendizaje del latín y el italiano. Puppi, en referencia a una anterior Adoración de los Reyes Magos (1565), comenta:

...manifiesta una evidencia híbrida en la que se mezclan y conviven, si bien con algunos desequilibrios estridentes, signos iconográficos y estilemas de procedencia italiana y griega
Puppi, Lionello. "El Greco en Italia y el arte italiano"...

## Temática
La Adoración de los Reyes Magos es un episodio que solamente se relata en el Evangelio de Mateo, [Mt 2:1-12]. Aunque Mateo explica que los Reyes Magos encontraron al Niño Jesús siguiendo una estrella, le ofrecieron oro, incienso y mirra y lo adoraron, no menciona el número de magos, su nombre, su etnia, ni su origen. Sin embargo, la iconografía ha desarrollado considerablemente estos elementos, siguiendo tradiciones posteriores.
Mientras que existen diversas versiones de la Adoración de los pastores, realizadas a lo largo de toda la vida del Greco, la Adoración de los Reyes Magos es un tema realmente escaso dentro de su corpus artístico. No ha llegado hasta la actualidad ninguna variación perteneciente a su etapa española, y solamente se conocen estas dos tablas de la etapa veneciana, y la anterior Adoración de los Reyes Magos (1565).

## Análisis de las obras
En esta época creativa del autor, se sintetizan sus influencias tanto de la tradición bizantina, de las escuelas veneciana y sienesa,  y se intuye la iconografía de la Contrarreforma, que se haría patente más tarde en Toledo. El tratamiento del color en la obra es de clara influencia manierista veneciana.

### Versión del Museo Soumaya
- Pintura al óleo sobre tabla; 42,8 x 51 cm.; No está firmada.

En la composición, María y el Niño Jesús son la figura central. El Niño extiende un brazo para recibir los presentes que le ofrecen los tres Reyes Magos, quienes se muestran tanto con atuendos como con colores de piel diferentes, alegoría pictórica de los continentes conocidos en el contexto del autor. El que le ofrece directamente el regalo, deja su corona real en el suelo, como símbolo de la superior jerarquía divina de Jesús. La escena transcurre en un ambiente palaciego, en el que se observa una cúpula detrás de las columnas, plasmadas con trazos clasicistas.

### Versión del Museo Lázaro Galdiano
- Pintura al óleo sobre tabla; 45 x 52 cm. No está firmada.

Esta obra fue previamente atribuida a Pietro Marescalchi (1522-1589). Los colores rojos de la túnica de la Virgen María, el vestido de José de Nazaret y el manto del Rey negro, son inusuales en el corpus pictórico del Greco. En el lado izquierdo, tanto el atuendo verde del Rey como los jóvenes jinetes, son interesantes detalles venecianos. El jinete más cercano lleva un traje rosa y monta un caballo blanco, y se asemeja al de la Adoración de los Reyes Magos, de Tiziano, en el Museo del Prado, si bien los personajes de esta composición están dispuestos de forma inversa. Algunas áreas de la ropa han sido ligeramente restauradas, especialmente los reflejos blancos y la capa de barniz, que era demasiado gruesa.